# 나카센정
나카센정(中仙町) 아키타현 중앙부에 위치했던 정이다. 2005년 3월 22일에 정촌 주변전체가 합병해 다이센시가 되어 소멸하였다.

## 역사
- 1955년 3월 30일 - 나가노정, 시미즈촌, 도요카와촌과 합병해 나카센정이 성립하였다.
- 2005년 3월 22일 - 오마가리시, 가미오카정, 센보쿠정, 오타정, 교와정, 난가이촌과 합병해 다이센시가 되었다.

## 교육

### 중학교
- 나카센 중학교
- 도요나리 중학교

### 초등학교
- 나카센 초등학교
- 도요오카 초등학교
- 도요카와 초등학교
- 시미즈 초등학교

## 교통

### 철도
- 동일본 여객철도
  - 다자와코 선

### 도로
- 국도 105호선